# Szczecina

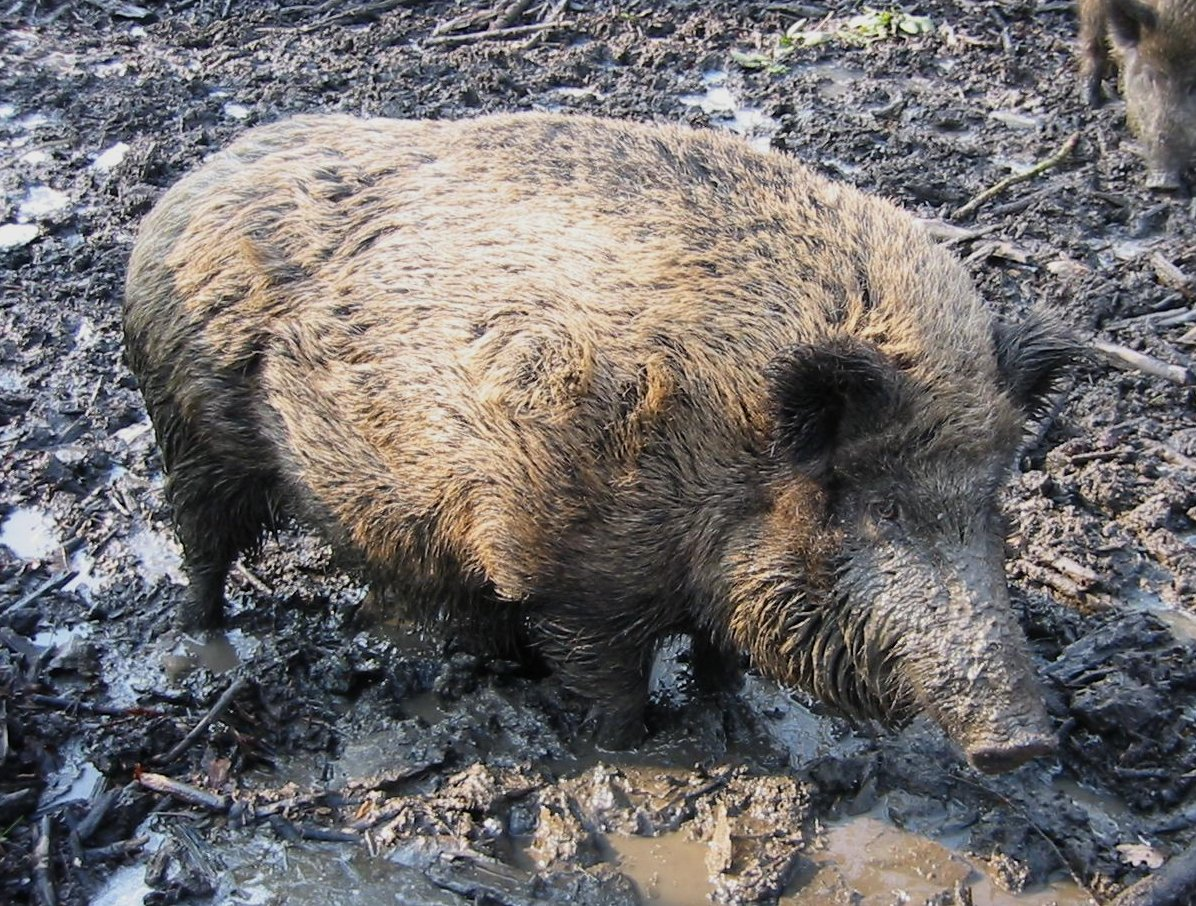
Szczecina porastająca ciało dzika

Szczecina, szczeć – grubsze, gęstsze i mocniejsze włosy u dzików i trzody chlewnej, które nie różnią się budową histologiczną od zwykłych włosów. U bardziej prymitywnych ras świń włosy te są często długie, grube i kręcone, tworzące charakterystyczne grzywy.
Do celów przemysłowych wykorzystywana jest głównie szczecina świń. Może być ona biała, rzadziej brązowa lub czarna. W XIX wieku zakupem szczeciny zajmowali się szczeciniarze, w Polsce głównie na Podlasiu ze świń rasy ruskiej. Szczecina była wykorzystywana do produkcji szczotek i pędzli. Pędzle malarskie zrobione ze szczeciny nazywane są szczeciniakami.
Najlepszy surowiec pochodził z krajów Europy północnej i wschodniej, z Rosji, Polski i Rumunii, północnych Niemiec i Węgier.
Z uwagi na wysoką zawartość keratyny szczecina nie nadaje się na cele paszowe z uwagi na jej nieprzyswajalność przez zwierzęta domowe. Jednak, z powodu zawartych weń cennych aminokwasów siarkowych, można ją dodawać do pasz po poddaniu uprzedniej termohydrolizie.